# Keep It Loud
Keep It Loud är en endags gratisfestival i Linköping. Festivalen är ett samarbete mellan Linköpings kommun, kulturhuset Arbis, musikhuset Skylten, ungdomshuset Elsas Hus och radiokanalen East FM.
Keep It Loud har anordnats 2009, 2010 och 2011. Bland annat har Adam Tensta, Vacancy Labour, Maskinen, Oskar Linnros, Movits! och Adrian Lux spelat på festivalen.
Festivalen anordnas på grönområdet mellan Linköpings stifts- och landsbibliotek och länsstyrelsens hus, kallat Kungsträdgården. Festivalen är gratis och på området sätts många olika typer av tält upp, såsom "klubbtältet".